# Rio Mucatu
O rio Mucatu é um curso d'água brasileiro que banha o litoral sul do estado da Paraíba. Nasce na fazenda Mucatu, município de Pitimbu, e deságua na praia Bela, na mesma municipalidade, formando um pequeno maceió. O termo «mucatu» provém da língua tupi e supõe-se ser uma corruptela de iumucatu («pacificar-se»).